# متصالبيات
المتصالبيات (الاسم العلمي: Crossosomatales) هي رتبة من النباتات تتبع طائفة ثنائيات الفلقة من شعيبة البذريات.
اعترف نظام المجموعة الثانية لعلم تحديد سلالات كاسيات البذور (بالإنجليزية: AGP II)‏ برتبة المتصالبيات كجزء من النباتات المزهرة ضمن الوردانيات والتي هي جزء من ثنائيات الفلقة الحقيقية. الفصائل الثلاث التاليو مصنفة هنا:
- الفصيلة المتصالبية
- الفصيلة الإستافيلية
- الفصيلة يعشيل

تحت نظام كرونكويست كانت هذه الفصائل ضمن رتب الورديات والبنفسجيات والصابونيات على التوالي.
نظام APG III لعام 2009 ضمن الفصائل التالية لهذه الرتبة:
- فصيلة أفلوية
- الفصيلة المتصالبية
- فصيلة Geissolomataceae
- فصيلة Guamatelaceae
- فصيلة يعشيل
- الفصيلة الإستافيلية
- فصيلة Strasburgeriaceae (وتتضمن الفصيلة السابقة Ixerbaceae)